# Березнегувате (центр громади)
Березнегувате — селище в Україні, у Баштанському районі Миколаївської області. Адміністративний центр Березнегуватської селищної громади. Розташоване в межах Причорноморської низовини на березі р. Висуні, що впадає у притоку Дніпра — р. Інгулець; за 76 км на північний схід від Миколаєва та за 12 км від найближчої залізничної станції Березнегувате.

## Географія
У селищі річка Балка Добра впадає у річку Висунь.

## Історія
У 1780-х р.р. на місці сучасного селища оселилися колишні запорізькі козаки. Назва селища походить від балки, у якій росло багато берестів — берестові гаї називали берестняк (В.Даль), місцевість — береснякуватою, яке пізніше трансформувалось у Береснегувате (на картах XVIII ст.) та Березнегувате. На 1787 р. тут налічувалося 7 дворів і 70 душ чоловічої статі. В 1795 р. сюди прибуло багато сімей селян-втікачів з Чернігівщини та Полтавщини. Згодом поселення поповнювалося за рахунок засуджених російською владою на заслання учасників антифеодальних виступів з Подільської, Волинської, Київської та ін. губерній.
За своїм юридичним становищем жителі Березнегуватого були державними селянами. В 1796 р. за ними закріплено було 11500 десятин придатної землі і 500 непридатної землі. За три роки тут мешкало вже 487 осіб. У 1801 році в селі було збудовано кам'яну Миколаївську церкву.
В 1820 р. село стало адміралтейським поселенням. Мешканців його звільняли від сплати подушного податку, але замість нього мали виконувати різні роботи за нарядами адміралтейства. Усі працездатні чоловіки віком від 16 до 50 років працювали на корабельня у Миколаєві почергово 3 місяці на рік.
Основним джерелом прожитку березнегуватців залишалося хліборобство і городництво. Займалися вони також перевезенням різних вантажів на близьку відстань і дрібною торгівлею. На 1859 р. у Березнегуватому було 594 двори і 3677 жителів. Крім адміралтейських поселенців, тут головним чином мешкали міщани, державні селяни та відставні чини. У липні 1861 р. село вилучено з морського відомства і підпорядковано Миколаївському військовому губернатору. Поселення стало передмістям, а його мешканці — міщанами. В 1862 році священником Вуколом Ластовецьким організовано церковно-приходську школу. З 1872 р. на околиці села (колонія Нагартава) почала діяти лікарська дільниця, що потім переросла у міжрайонну лікарню з багатьма відділеннями.
З травня 1877 р. Березнегувате стало посадом Херсонської губернії, а у лютому 1917 р. волосним центром Херсонської губернії (див. Калузька волость), у 1937 р. — районним центром Миколаївської області.
День селища святкується у третю неділю жовтня.

## Населення

### Мова
Розподіл населення за рідною мовою за даними перепису 2001 року:
| Мова            | Відсоток |
| --------------- | -------- |
| українська      | 95,64%   |
| російська       | 3,23%    |
| румунська       | 0,55%    |
| інші/не вказали | 0,58%    |

## Персоналії
- Борщак Ілля Львович — український дипломат, історик, публіцист і літературознавець.
- Картава Іван Єлизарович — працюючи керівником Березнегуватської районної лікарні, допомагав пережити Голодомор 1932—1933 хворим, продовжуючи їм перебування у лікарні, де надавалося харчування. Врятував від голодної смерті восьмирічну Черевань (Грінченко) Килину Іларіонівну[5].
- Куцик Володимир Анатолійович (1968—2019) — солдат Збройних сил України, учасник російсько-української війни.
- Степанюк Георгій Павлович (* 1963) — заслужений працівник сільського господарства України[6].